# پولانا (استان اوپوله)
پولانا (به لهستانی: Polana) یک منطقهٔ مسکونی در لهستان است که در گمینا گرودکوو واقع شده‌است.